# Biblioteca pubblica arcivescovile Annibale de Leo
La Biblioteca pubblica arcivescovile Annibale de Leo è una biblioteca pubblica, la prima fondata nel Salento, che ha sede nel palazzo del seminario di Brindisi, in piazza Duomo.

## Storia
Fu fondata nel 1798 dall'arcivescovo brindisino Annibale de Leo per utilità pubblica, con un fondo di circa 6.000 volumi, tra cui collezioni provenienti dalla biblioteca romana del cardinale Giuseppe Renato Imperiali, vari codici e manoscritti raccolti in più parti d'Italia. Nello stesso anno fu ufficialmente riconosciuta dal re Ferdinando IV, divenendo così la prima pubblica biblioteca del Salento.
Tra i bibliotecari vi furono Giovan Battista Lezzi (1754-1832) e l'arcidiacono Giovanni Tarantini (1805-1889), noto storico e collaboratore del Mommsen.

## Composizione
Conta oltre 150.000 volumi, 100.000 riviste, 17 incunaboli, oltre 300 cinquecentine e 400 manoscritti. Tra questi ci sono alcune opere rarissime come un codice del Decretum Gratiani (XIII-XIV secolo), le Postillae super Ysaiam di Alessandro di Hales (XIV secolo), un codice miniato (metà del XIV secolo) con autoritratto giovanile di Lorenzo Monaco, nonché varie collezioni manoscritte, come i 18 volumi dell'Archivio della R. Giurisdizione del Regno di Napoli di Bartolomeo Chioccarello, i 24 volumi delle Consulte della R. Giurisdizione di Gaetano Argento. Inoltre vi è conservata la biblioteca del matematico Raffaele Rubini, già docente all'Università di Napoli, con i suoi manoscritti.
Vi sono custoditi anche l'Archivio Parrocchiale della Cattedrale di Brindisi, l'Archivio Capitolare e l'Archivio Storico Diocesano. 
Annessa è anche la fototeca Briamo che consta di 5000 fotografie storiche.

### Collezione di libri proibiti
Nei primi decenni del secolo XIX il De Leo, innovatore ed erudito di ampie vedute, acquistò trecento volumi provenienti dalla collezione personale del cardinale Giuseppe Renato Imperiali, poi inventariati da Giovan Battista Lezzi.primo bibliotecario nominato dall'Arcivescovo. La cernitura era destinata alla formazione religiosa e culturale dei chierici, è comprendeva tra gli altri testi di Sant'Agostino, un rilevante numero di opere storiche e alcuni testi sottoposti alla censura ecclesiastica raccolti sotto l'"Indice de' Libri Proibiti".